# Warloy-Baillon
Warloy-Baillon és un municipi francès situat al departament del Somme i a la regió dels Alts de França. L'any 2007 tenia 740 habitants.

## Demografia

### Població
El 2007 la població de fet de Warloy-Baillon era de 740 persones. Hi havia 258 famílies de les quals 64 eren unipersonals (20 homes vivint sols i 44 dones vivint soles), 69 parelles sense fills, 113 parelles amb fills i 12 famílies monoparentals amb fills.

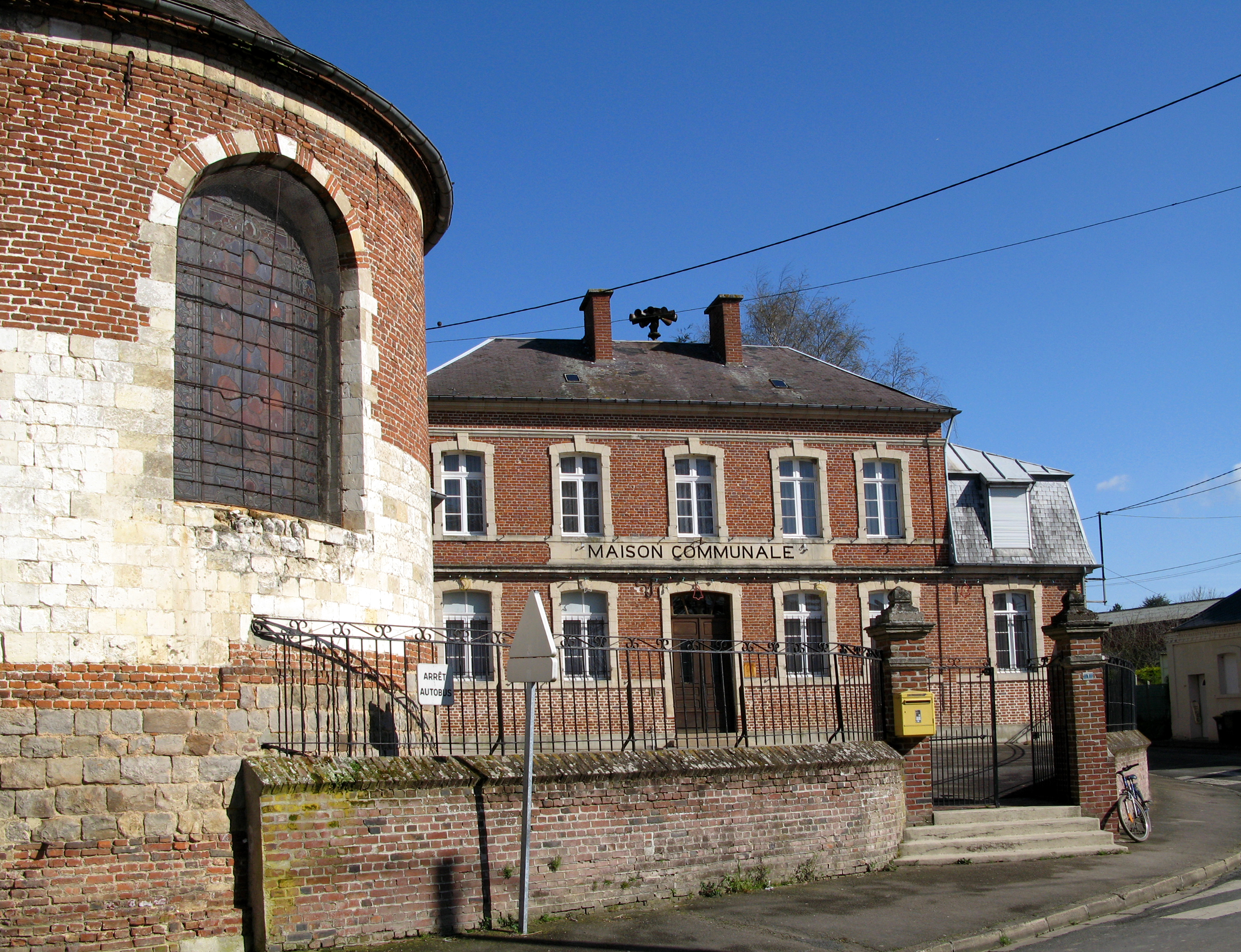
Ajuntament de Warloy-Baillon

La població ha evolucionat segons el següent gràfic:
Habitants censats

### Habitatges

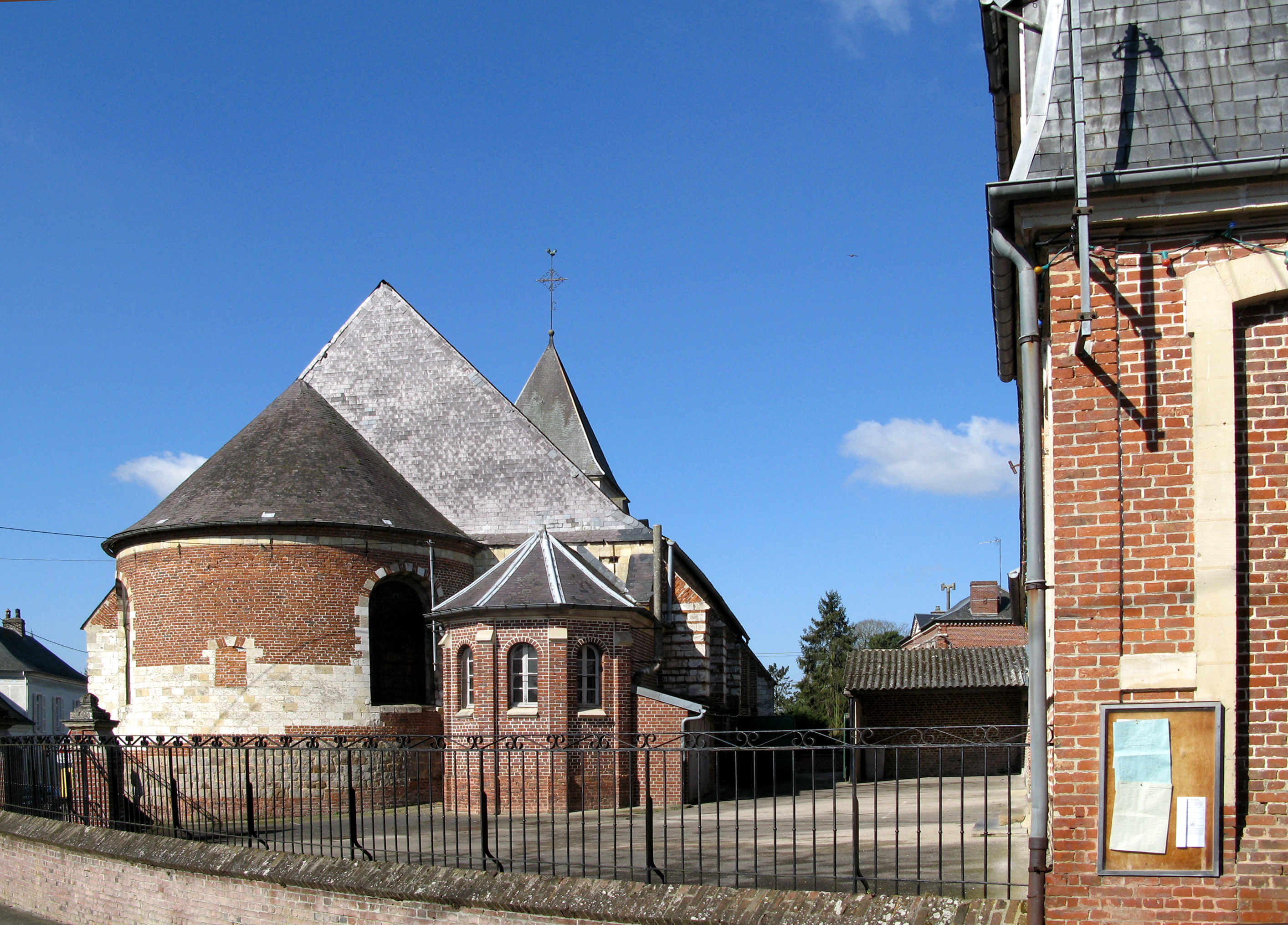
Església de Warloy-Baillon

El 2007 hi havia 289 habitatges, 266 eren l'habitatge principal de la família, 14 eren segones residències i 8 estaven desocupats. Tots els 283 habitatges eren cases. Dels 266 habitatges principals, 232 estaven ocupats pels seus propietaris, 29 estaven llogats i ocupats pels llogaters i 5 estaven cedits a títol gratuït; 7 tenien una cambra, 6 en tenien dues, 48 en tenien tres, 63 en tenien quatre i 142 en tenien cinc o més. 179 habitatges disposaven pel capbaix d'una plaça de pàrquing. A 96 habitatges hi havia un automòbil i a 131 n'hi havia dos o més.

### Piràmide de població
La piràmide de població per edats i sexe el 2009 era:
| Homes | Edats   | Dones |
| ----- | ------- | ----- |
| 0     | 95 o +  | 8     |
| 4     | 90 a 94 | 12    |
| 4     | 85 a 89 | 24    |
| 4     | 80 a 84 | 8     |
| 4     | 75 a 79 | 40    |
| 12    | 70 a 74 | 24    |
| 12    | 65 a 69 | 20    |
| 20    | 60 a 64 | 16    |
| 8     | 55 a 59 | 16    |
| 24    | 50 a 54 | 16    |
| 20    | 45 a 49 | 16    |
| 20    | 40 a 44 | 40    |
| 24    | 35 a 39 | 12    |
| 20    | 30 a 34 | 24    |
| 28    | 25 a 29 | 16    |
| 12    | 20 a 24 | 12    |
| 40    | 15 a 19 | 12    |
| 8     | 10 a 14 | 16    |
| 24    | 5 a 9   | 12    |
| 20    | 0 a 4   | 16    |

## Economia

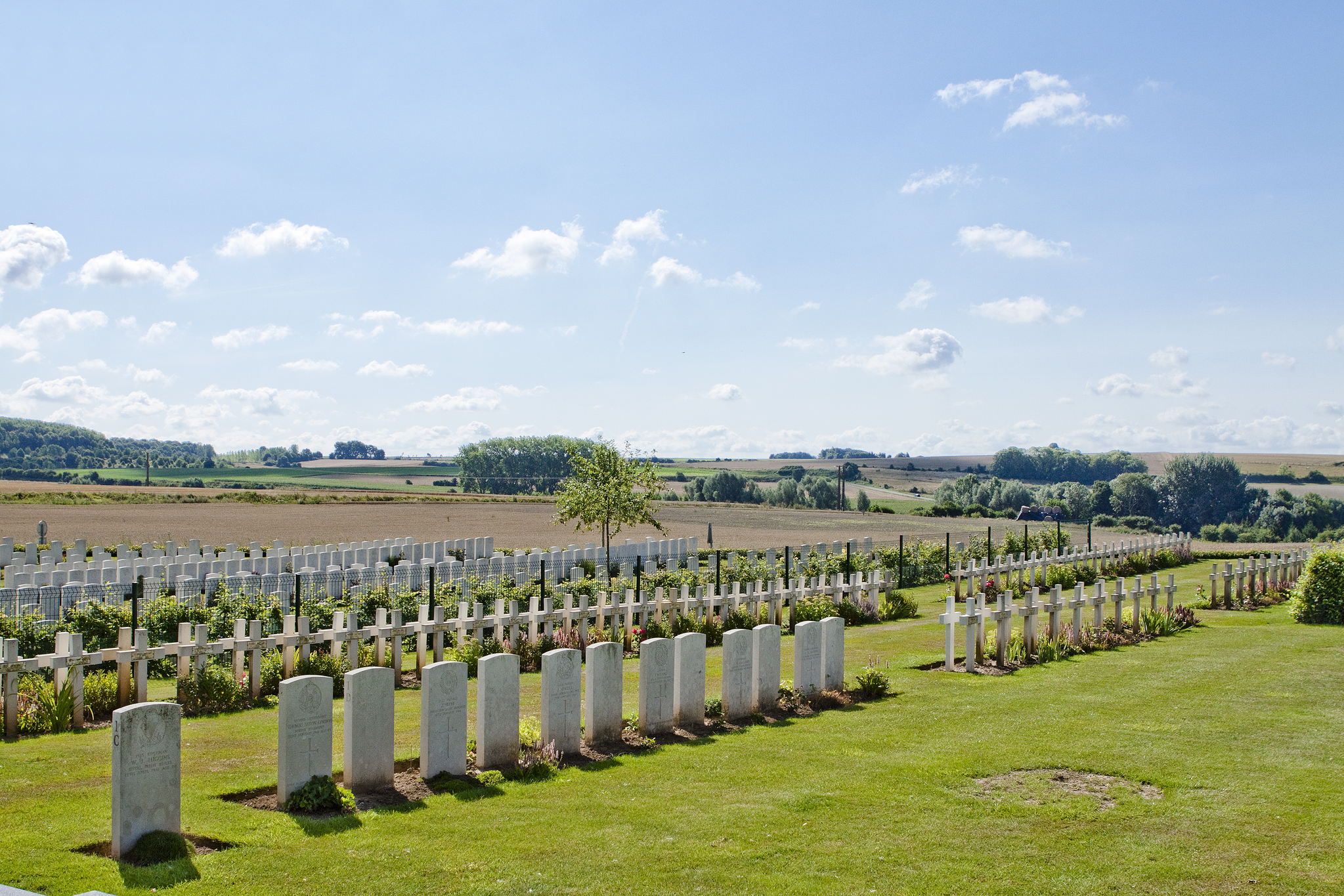
Cementiri militar de Warloy-Baillon

El 2007 la població en edat de treballar era de 437 persones, 333 eren actives i 104 eren inactives. De les 333 persones actives 305 estaven ocupades (167 homes i 138 dones) i 27 estaven aturades (19 homes i 8 dones). De les 104 persones inactives 38 estaven jubilades, 33 estaven estudiant i 33 estaven classificades com a «altres inactius».

### Ingressos

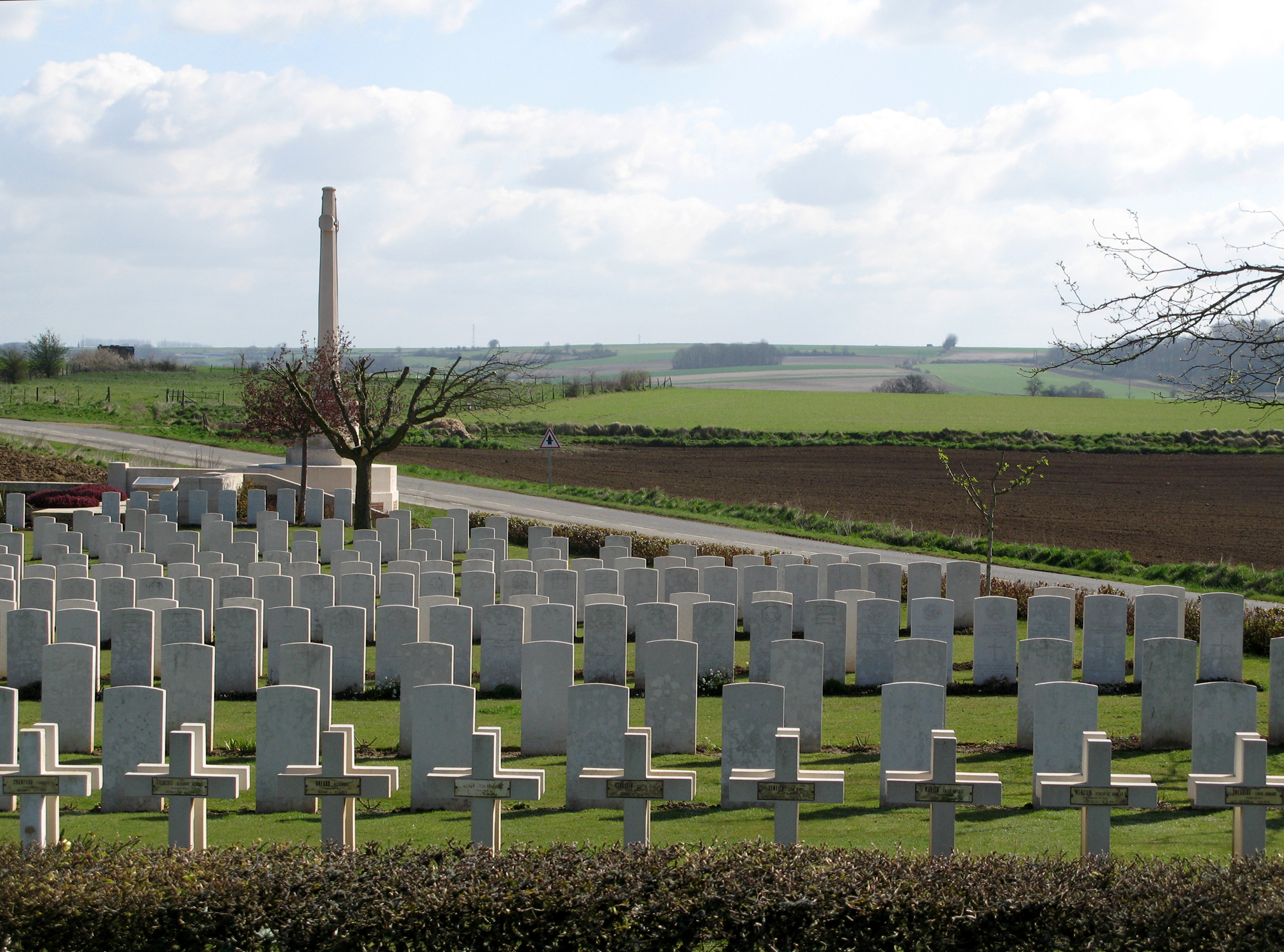

El 2009 a Warloy-Baillon hi havia 281 unitats fiscals que integraven 748 persones, la mediana anual d'ingressos fiscals per persona era de 17.681 €.

### Activitats econòmiques
Dels 17 establiments que hi havia el 2007, 1 era d'una empresa alimentària, 4 d'empreses de construcció, 3 d'empreses de comerç i reparació d'automòbils, 2 d'empreses de transport, 1 d'una empresa de serveis, 3 d'entitats de l'administració pública i 3 d'empreses classificades com a «altres activitats de serveis».
Dels 6 establiments de servei als particulars que hi havia el 2009, 1 era una oficina de correu, 1 paleta, 2 fusteries i 2 perruqueries.
L'únic establiment comercial que hi havia el 2009 era una fleca.
L'any 2000 a Warloy-Baillon hi havia 21 explotacions agrícoles que ocupaven un total de 1.065 hectàrees.

## Equipaments sanitaris i escolars

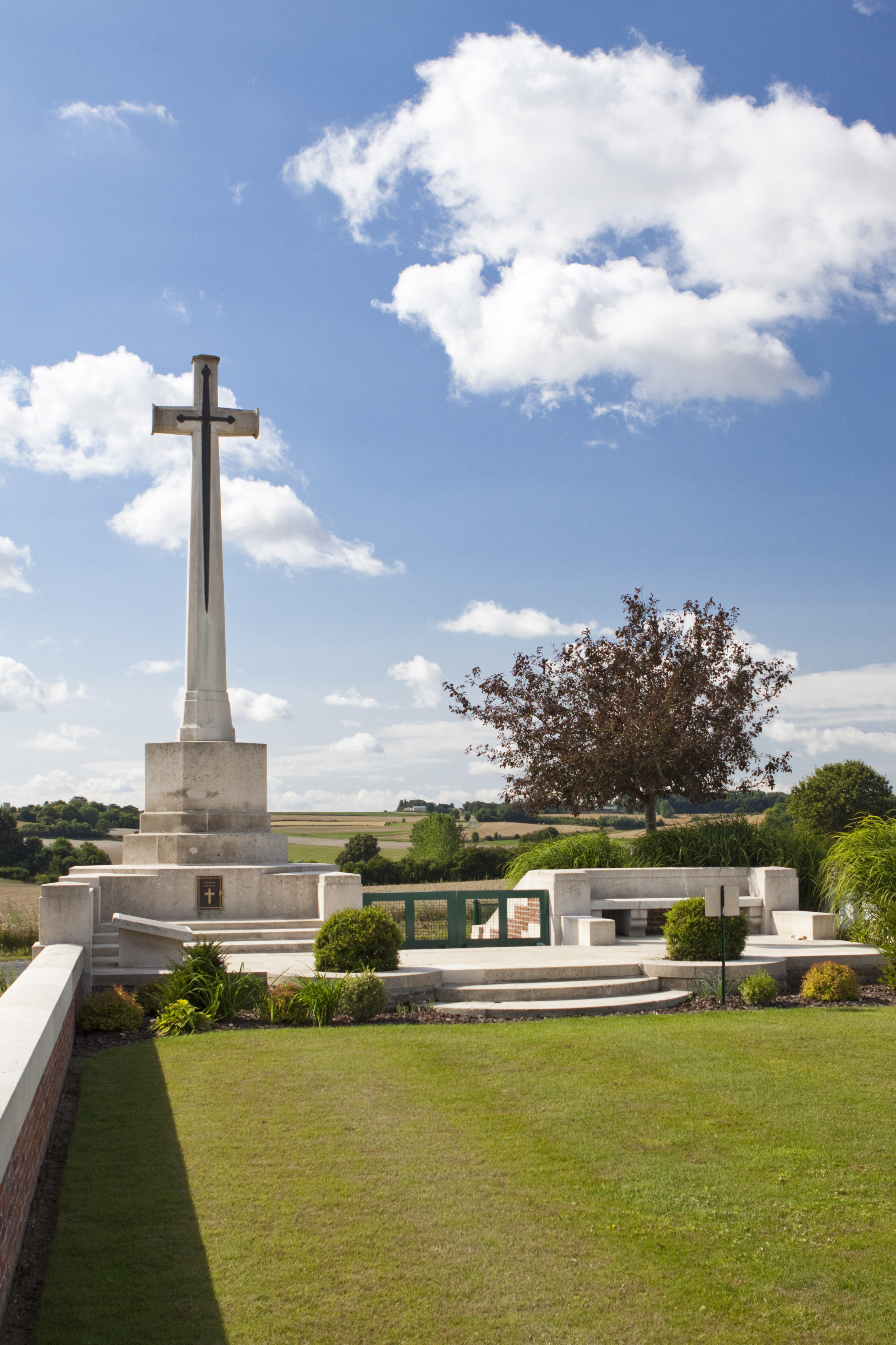

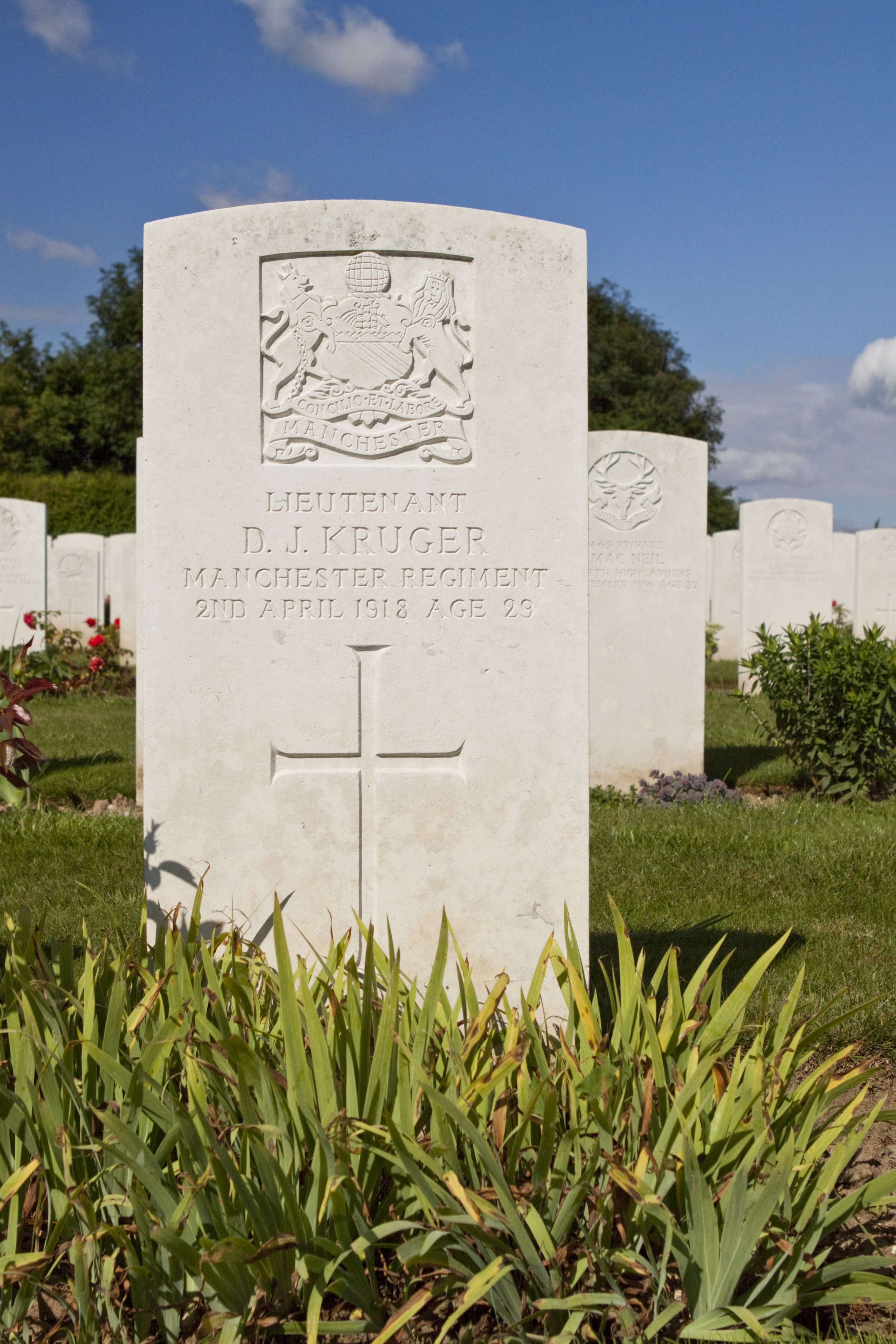

L'únic equipament sanitari que hi havia el 2009 era una farmàcia.
El 2009 hi havia 1 escola elemental i 1 escola elemental integrada dins d'un grup escolar amb les comunes properes formant una escola dispersa.

## Poblacions més properes
El següent diagrama mostra les poblacions més properes.